# Japan Soccer League 1984
La temporada de 1984 fue la vigésima edición de la Liga de Fútbol de Japón, el mayor nivel de campeonato de fútbol japonés. El campeonato, que tuvo lugar entre 30 de abril y el 12 de diciembre de 1984 introdujo una importante modificación reglamentaria introducida en la torneo, por lo que para el siguiente torneo subían 2 equipos de la división inferior. No se produjeron descensos a la Segunda División ya que fueron suprimidos al principio del torneo.
El torneo revivió el dualismo de los grandes equipos del momento entre Yomiuri y Nissan Motors: el resultado, el mismo año, se determinó a partir de 3-0 con el primer equipo se impuso en el partido, mientras en la Segunda División se dio de manera fácil los ascensos de Sumitomo Metals y ANA Yokohama.

## Primera División
| Pos | Club               | Pts | W  | D | L  | GF | GA | GD  | Clasificación |
| 1   | Yomiuri            | 26  | 11 | 4 | 3  | 41 | 20 | +21 | Campeones     |
| 2   | Nissan             | 25  | 11 | 3 | 4  | 40 | 23 | +17 |               |
| 3   | Yamaha Motors      | 24  | 10 | 4 | 4  | 25 | 16 | +12 |               |
| 4   | Furukawa Electric  | 21  | 8  | 5 | 5  | 28 | 20 | +8  |               |
| 5   | Honda              | 19  | 7  | 5 | 6  | 26 | 23 | +3  |               |
| 6   | Fujita Engineering | 18  | 5  | 6 | 6  | 25 | 25 | 0   |               |
| 7   | Mitsubishi Motors  | 15  | 6  | 3 | 9  | 22 | 33 | -11 |               |
| 8   | Nippon Kokan       | 14  | 4  | 6 | 8  | 16 | 23 | -7  |               |
| 9   | Yanmar Diesel      | 14  | 5  | 4 | 9  | 15 | 28 | -13 |               |
| 10  | Hitachi            | 4   | 2  | 0 | 16 | 11 | 41 | -30 |               |

## Segunda División
| Pos | Club                   | Pts | W  | D | L  | GF | GA | GD  | Clasificación              |
| 1   | Sumitomo               | 26  | 10 | 6 | 2  | 40 | 23 | +17 | Ascenso a Primera División |
| 2   | ANA Yokohama           | 26  | 12 | 2 | 4  | 31 | 17 | +14 | Ascenso a Primera División |
| 3   | Matsushita Electric    | 22  | 8  | 6 | 4  | 25 | 19 | +6  |                            |
| 4   | Toshiba                | 22  | 9  | 4 | 5  | 29 | 25 | +4  |                            |
| 5   | Tanabe Pharmaceuticals | 21  | 7  | 7 | 4  | 30 | 21 | +9  |                            |
| 6   | Mazda                  | 18  | 7  | 4 | 7  | 24 | 20 | +4  |                            |
| 7   | Fujitsu                | 14  | 5  | 4 | 9  | 20 | 30 | -10 |                            |
| 8   | Toyota Motors          | 13  | 4  | 5 | 9  | 24 | 31 | -9  |                            |
| 9   | Nippon Steel           | 13  | 4  | 4 | 10 | 15 | 28 | -13 |                            |
| 10  | Kofu Club              | 6   | 1  | 4 | 13 | 20 | 44 | -24 |                            |